# Taste receptor type 1 member 1
Taste receptor type 1 member 1 (T1R1) ist ein Protein aus der Gruppe der G-Protein-gekoppelten Rezeptoren im Menschen und ein Teil des Rezeptors für den Umami-Geschmack.

## Eigenschaften
T1R1 bildet ein Heterodimer mit T1R3. Als Heterodimer bildet es den Rezeptor für Umami-Geschmack und bindet die Aminosäure Glutamat. Die Bindung von Glutamaten wird durch 5'-Ribonukleotide verstärkt, wie Inosinmonophosphat (IMP) und Guanosinmonophosphat (GMP), während sie ohne Glutamat den Rezeptor nicht aktivieren. T1R1 ist glykosyliert. Methional ist ein allosterischer Modulator des Geschmacksrezeptors aus T1R1 und T1R3. An menschlichen Rezeptoren wird es in seiner Wirkstärke übertroffen von 3-(Methylthio)butanal.
Die Signaltransduktion nach Aktivierung von T1R1 erfolgt über eine Aktivierung von G-Proteinen. In Folge wird die Phospholipase PLC-β2 aktiviert, wodurch PIP2 und Diacylglycerol gebildet wird. Anschließend erfolgt eine Aktivierung des IP3-Rezeptors und ein Anstieg von Ca2+ im Zytosol, woraufhin der Ionenkanal TRPM5 aktiviert wird.